# Sun Belt Express
Sun Belt Express è un film indipendente del 2014 diretto da Evan Buxbaum.
Interpretato da Tate Donovan, Rachael Harris, Ana de la Reguera, India Ennenga, Miguel Sandoval e Stephen Lang, il film è stato presentato in anteprima mondiale l'11 giugno 2014 al Festival degli Champs-Elysées.

## Trama
L'ex professore di etica Allen King (Tate Donovan) ha qualche problema. Dopo essere stato licenziato per aver plagiato il lavoro di uno studente, tocca il fondo. Per sopravvivere e ottenere i soldi di cui ha bisogno per coprire le spese della sua ex moglie Margaret (Rachael Harris), finisce per fare la spola con gli immigrati clandestini attraverso il confine e in Arizona dal Messico. Nel suo ultimo viaggio, è accompagnato dalla sua fidanzata messicana incinta Anna (Ana de la Reguera) e da sua figlia adolescente Emily (India Ennenga). Mentre si trovano ancora a sud del confine con gli Stati Uniti e con tre immigrati privi di documenti forniti dal trafficante di esseri umani Ramon Velazquez (Miguel Sandoval) stipati nel bagagliaio dell'auto, il gruppo incrocia gli agenti della pattuglia di frontiera degli Stati Uniti Rick (Stephen Lang) e Cass (Michael Sirow).